# Tudor Ulianovschi
Tudor Ulianovschi (n. 26 mai 1983, Florești, RSS Moldovenească, URSS) este un diplomat moldovean, fost ministru al Afacerilor Externe și Integrării Europene al Republicii Moldova în Guvernul Pavel Filip. În perioada martie 2016– 2017 a fost ambasador al Republicii Moldova în Elveția,, iar anterior, între 2014-2016, a fost viceministru al Afacerilor Externe și Integrării Europene, responsabil inclusiv de diplomația economică, relațiile economice internaționale și relațiile bilaterale.

## Studii
În perioada 2000 – 2005 și-a făcut licența în drept, la Universitatea Liberă Internațională din Moldova. Între 2002 – 2003 a fost bursier al Programului internațional academic al Guvernului Statelor Unite ale Americii, Kentucky, SUA. Și-a făcut masteratul în drept internațional la Universitatea Liberă Internațională (2005–2006).
A făcut cursuri de formare profesională în România (Cursul diplomatic internațional „Nicolae Titulescu”, 2005), la Academia Diplomatică din Viena (2006)  Organizația Mondială a Comerțului (2017).

## Activitatea diplomatică
Iunie 2016 	Ambasador Extraordinar și Plenipotențiar al Republicii Moldova în Confederația Elvețiană și Principatul Liechtenstein, cu reședința la Geneva.
Martie 2016 	Reprezentant Permanent al Republicii Moldova pe lângă Oficiul Națiunilor Unite, Organizația Mondială pentru Comerț și alte organizații internaționale din Geneva
2014 – 2016 	Viceministru al Afacerilor Externe și Integrării Europene a Republicii Moldova, responsabil inclusiv de diplomația economică, relațiile economice internaționale și relațiile bilaterale
2013 – 2014 	Însărcinat cu Afaceri a.i. în cadrul Ambasadei Republicii Moldova în Statul Qatar
2011 – 2013 	Șef Direcție America, Asia, Orientul Mijlociu și Africa, Ministerul Afacerilor Externe și Integrării Europene a Republicii Moldova
2012 – 2013 	Coordonator Național al Programului “Community of Democracies”
2010 – 2011 	Consilier, Direcția America, Asia, Orientul Mijlociu și Africa, Ministerul Afacerilor Externe și Integrării Europene a Republicii Moldova
2007 – 2010 	Consilier (Secretar I) responsabil de relații politice, Ambasada Republicii Moldova în Statele Unite ale Americii, Washington D.C.
2005 – 2007 	Secretar II (Secretar III, Atașat), Direcția America, Asia, Orientul Mijlociu și Africa, Ministerul Afacerilor Externe și Integrării Europene a Republicii Moldova